# Färöischer Fußballpokal 2023
Der Färöische Fußballpokal 2023, auch bekannt als Løgmanssteypið 2023, fand zwischen dem 21. April und 4. November 2023 statt und wurde zum 69. Mal ausgespielt. Im Endspiel, welches im Tórsvøllur-Stadion in Tórshavn auf Kunstrasen ausgetragen wurde, siegte HB Tórshavn im Elfmeterschießen gegen B68 Toftir und nimmt dadurch an der 2. Qualifikationsrunde zur UEFA Conference League 2024/25 teil. Titelverteidiger Víkingur Gøta schied bereits in der 1. Runde aus.
HB Tórshavn und B68 Toftir belegten in der Meisterschaft die Plätze drei und sieben. Für HB Tórshavn war es der 29. Sieg bei der 42. Finalteilnahme, für B68 Toftir die zweite Niederlage bei der zweiten Finalteilnahme.

## Teilnehmer
Teilnahmeberechtigt waren alle 17 A-Mannschaften der vier färöischen Ligen. Im Einzelnen sind dies:
| Betrideildin | 1. Deild                                          | 2. Deild                                 |
| --- | ------------------------------------------------- | ---------------------------------------- |
| 12AB Argir 1207 Vestur 12B36 Tórshavn 12B68 Toftir 12EB/Streymur 12HB Tórshavn 12ÍF Fuglafjørður 12KÍ Klaksvík 12TB Tvøroyri 12Víkingur Gøta | 12B71 Sandur 12FC Hoyvík 12NSÍ Runavík 12Skála ÍF | 12FC Suðuroy MB Miðvágur 12Royn Hvalba 1 |

## Modus
Die 1. Runde, das Viertelfinale sowie das Endspiel wurden im K.-o.-System ausgetragen. Das Halbfinale wird dagegen im Hin- und Rückspielmodus entschieden.

## 1. Runde
Die Partien der 1. Runde fanden am 21. und 22. April statt.
|                 | Ergebnis              |             |
| --------------- | --------------------- | ----------- |
| AB Argir        | 01:0 (0:0)            | FC Suðuroy  |
| B36 Tórshavn    | 02:0 (1:0)            | KÍ Klaksvík |
| FC Hoyvík       | 00:6 (0:2)            | EB/Streymur |
| ÍF Fuglafjørður | 00:2 (0:1)            | 07 Vestur   |
| NSÍ Runavík     | 14:0 (4:0)            | MB Miðvágur |
| Skála ÍF        | 03:1 (0:0)            | B71 Sandur  |
| TB Tvøroyri     | 00:1 (0:0)            | B68 Toftir  |
| Víkingur Gøta   | 01:2 n. V. (1:1, 0:1) | HB Tórshavn |

## Viertelfinale
Die Viertelfinalpartien fanden am 9. Mai statt.
|              | Ergebnis  |             |
| ------------ | --------- | ----------- |
| AB Argir     | 1:2 (0:0) | 07 Vestur   |
| B36 Tórshavn | 0:2 (0:0) | HB Tórshavn |
| B68 Toftir   | 2:1 (2:0) | NSÍ Runavík |
| EB/Streymur  | 4:1 (2:0) | Skála ÍF    |

## Halbfinale
Die Hinspiele im Halbfinale fanden am 28. Juni statt, die Rückspiele am 4. und 25. Oktober.
|             | Gesamt |             | Hinspiel  | Rückspiel |
| ----------- | ------ | ----------- | --------- | --------- |
| 07 Vestur   | 2:3    | HB Tórshavn | 1:1 (1:1) | 1:2 (0:1) |
| EB/Streymur | 3:5    | B68 Toftir  | 0:3 (0:1) | 3:2 (0:1) |

## Finale
| Paarung        | B68 Toftir – HB Tórshavn |
| Ergebnis       | 0:0 n. V.; 3:5 i. E. |
| Datum          | 4. November 2023 |
| Stadion        | Tórsvøllur, Tórshavn |
| Schiedsrichter | Kári á Høvdanum (Gøta) |
| Tore           | Elfmeterschießen: 0:1 Adrian Justinussen Sebastian Nielsen (gehalten) 0:2 Viljormur Davidsen 1:2 Jørgen Nielsen 1:3 Ári Jónsson 2:3 Hjalti Strømsten 2:4 Heri Mohr 3:4 Alex Mellemgaard 3:5 Hanus Sørensen |
| B68 Toftir     | Benjamin Schubert – Aleksandur Jensen (120. Hjalti Strømsten), Alex Mellemgaard, Aron Hansen, Áki Johannesen – Ragnar Samuelsen, Boubacar Dabo (80. Villiam Klein), Bárður Jensen (97. Esmar Clementsen), Hanus Højgaard (62. Mohamed Samba) – Sebastian Nielsen, Jørgen Nielsen Cheftrainer: Jákup á Borg           |
| HB Tórshavn    | Teitur Gestsson – Viljormur Davidsen, Bartal Wardum (106. Tróndur Jensen), Ári Jónsson, Hanus Sørensen – Dan í Soylu (120. Samuel Chukwudi), Emil Berger (75. Heðin Hansen), Matthias Nielsen, Adrian Justinussen – Áki Samuelsen (86. Heri Mohr), Mikkel Dahl (99. Jákup Thomsen) Cheftrainer: Jákup Martin Joensen |
| Gelbe Karten   | Boubacar Dabo, Áki Johannesen, Bárður Jensen – Bartal Wardum, Emil Berger, Matthias Nielsen |

## Torschützenliste
Bei gleicher Anzahl von Treffern sind die Spieler nach dem Nachnamen alphabetisch geordnet.
| Platz | Spieler          | Verein      | Tore |
| ----- | ---------------- | ----------- | ---- |
| 1     | Gutti Dahl-Olsen | EB/Streymur | 03   |
| 1     | Jógvan Højgaard  | NSÍ Runavík | 03   |
| 1     | Steffan Løkin    | NSÍ Runavík | 03   |
| 3     | Mikkel Dahl      | HB Tórshavn | 02   |
| 3     | Filip Đorđević   | EB/Streymur | 02   |
| 3     | Brian Jakobsen   | AB Argir    | 02   |
| 3     | Virgar Jónsson   | EB/Streymur | 02   |
| 3     | Jørgen Nielsen   | B68 Toftir  | 02   |
| 3     | Áki Samuelsen    | HB Tórshavn | 02   |
| 3     | Uroš Stojanov    | 07 Vestur   | 02   |